# Fljótsdalur
Die Landgemeinde Fljótsdalur (isländisch Fljótsdalshreppur) liegt im Osten von Island.
Sie ist eine der wenigen Gemeinden Islands, die keinen Zugang zum Meer besitzen. Am 1. Januar 2023 hatte die Gemeinde 96 Einwohner.

## Einwohnerentwicklung
In der Bauphase des Kárahnjúkar-Kraftwerks zwischen 2003 und 2007 gab es einen deutlichen Anstieg der Bevölkerung, wie auch den umliegenden Gemeinden.
Danach erfolgte ein merklicher Bevölkerungsrückgang.
| Jahr      | 2022 | 2021 | 2020 | 2015 | 2010 | 2005 | 2000 |
| --------- | ---- | ---- | ---- | ---- | ---- | ---- | ---- |
| Einwohner | 103  | 98   | 86   | 75   | 89   | 260  | 90   |

## Persönlichkeiten
- Guðrún Lárusdóttir (1880–1938), isländische Politikerin und Schriftstellerin
- Gunnar Gunnarsson (1889–1975), Schriftsteller

## Besonderheiten

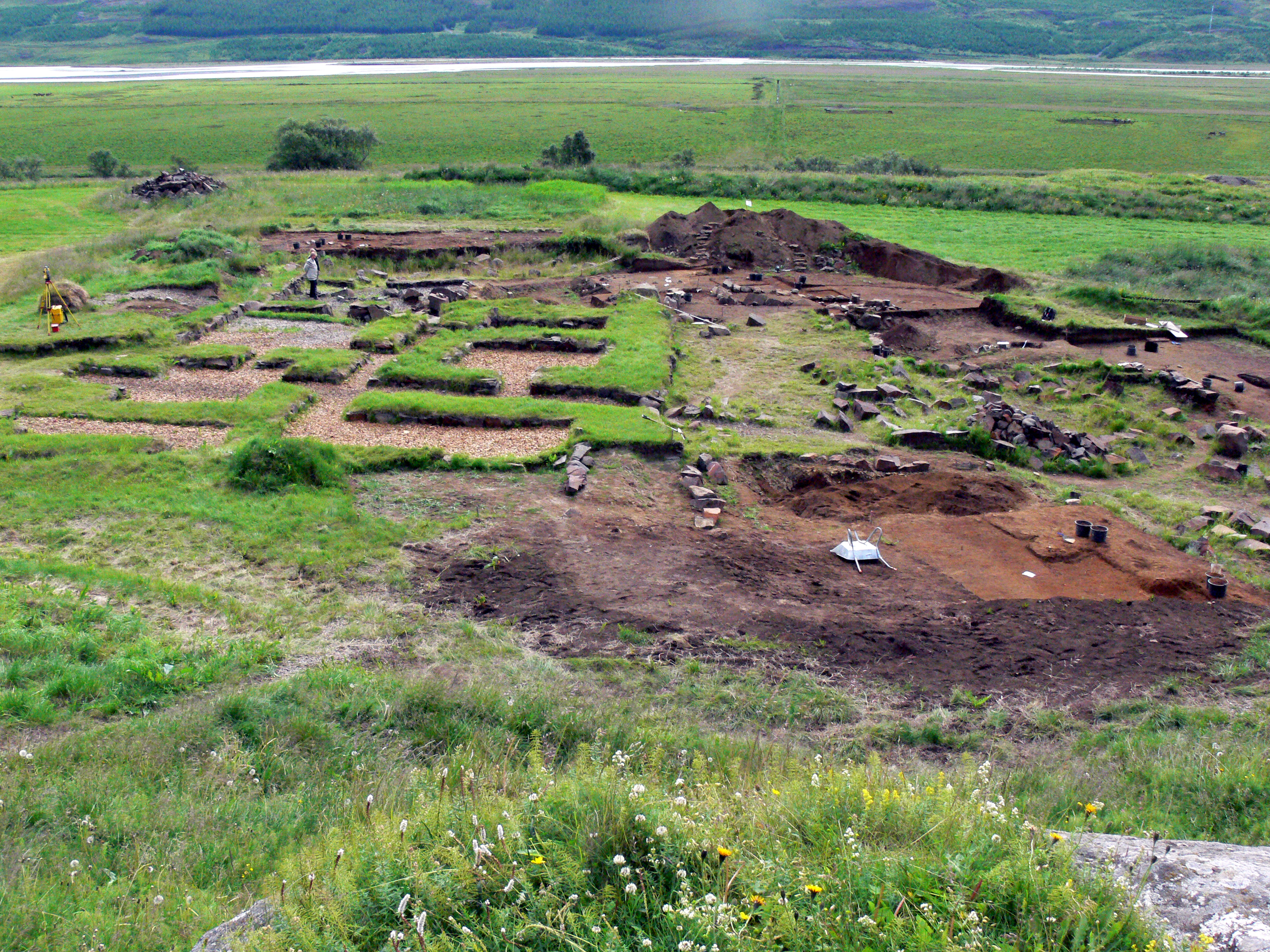
Ausgrabungen Skriðuklaustur

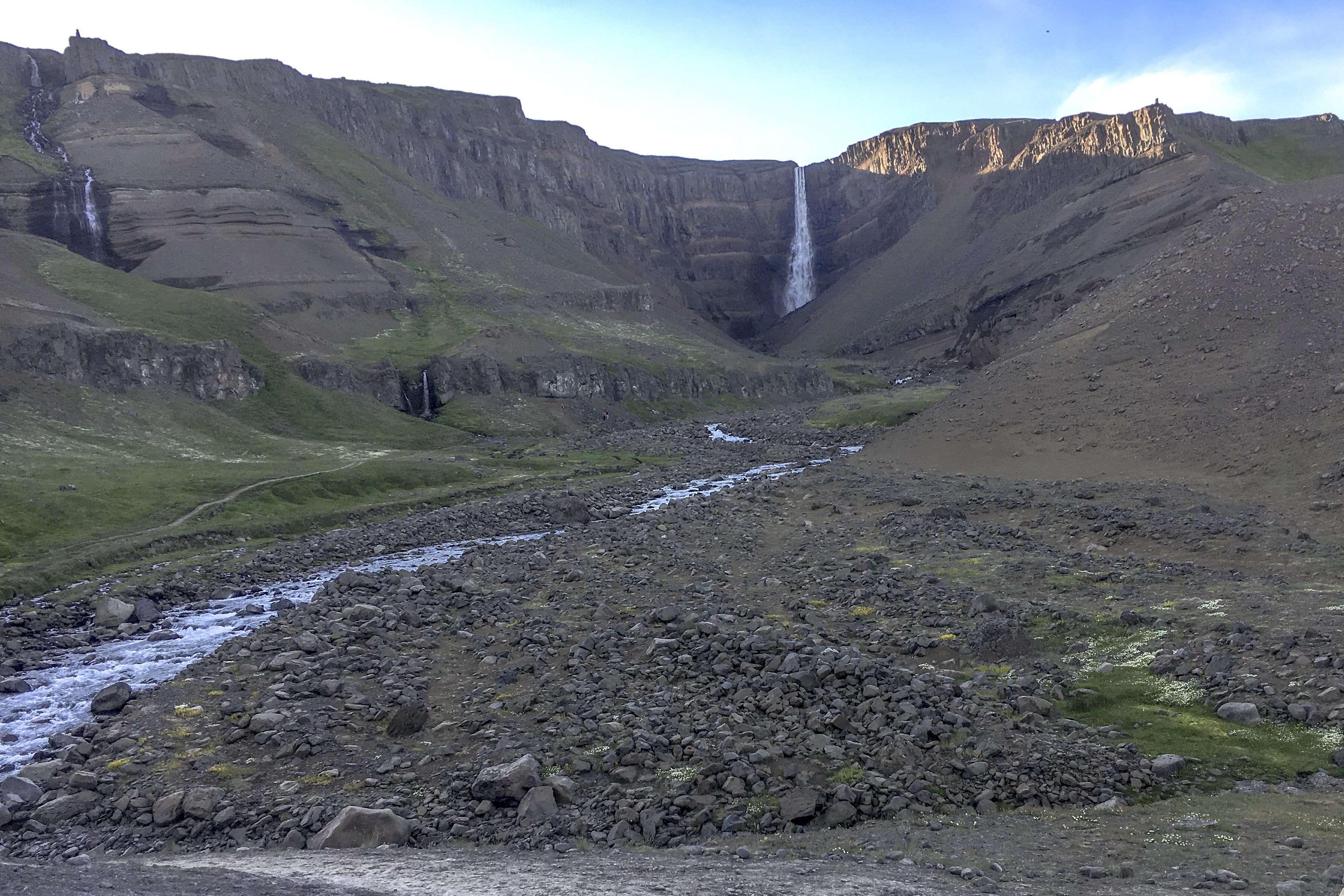
Hengifoss

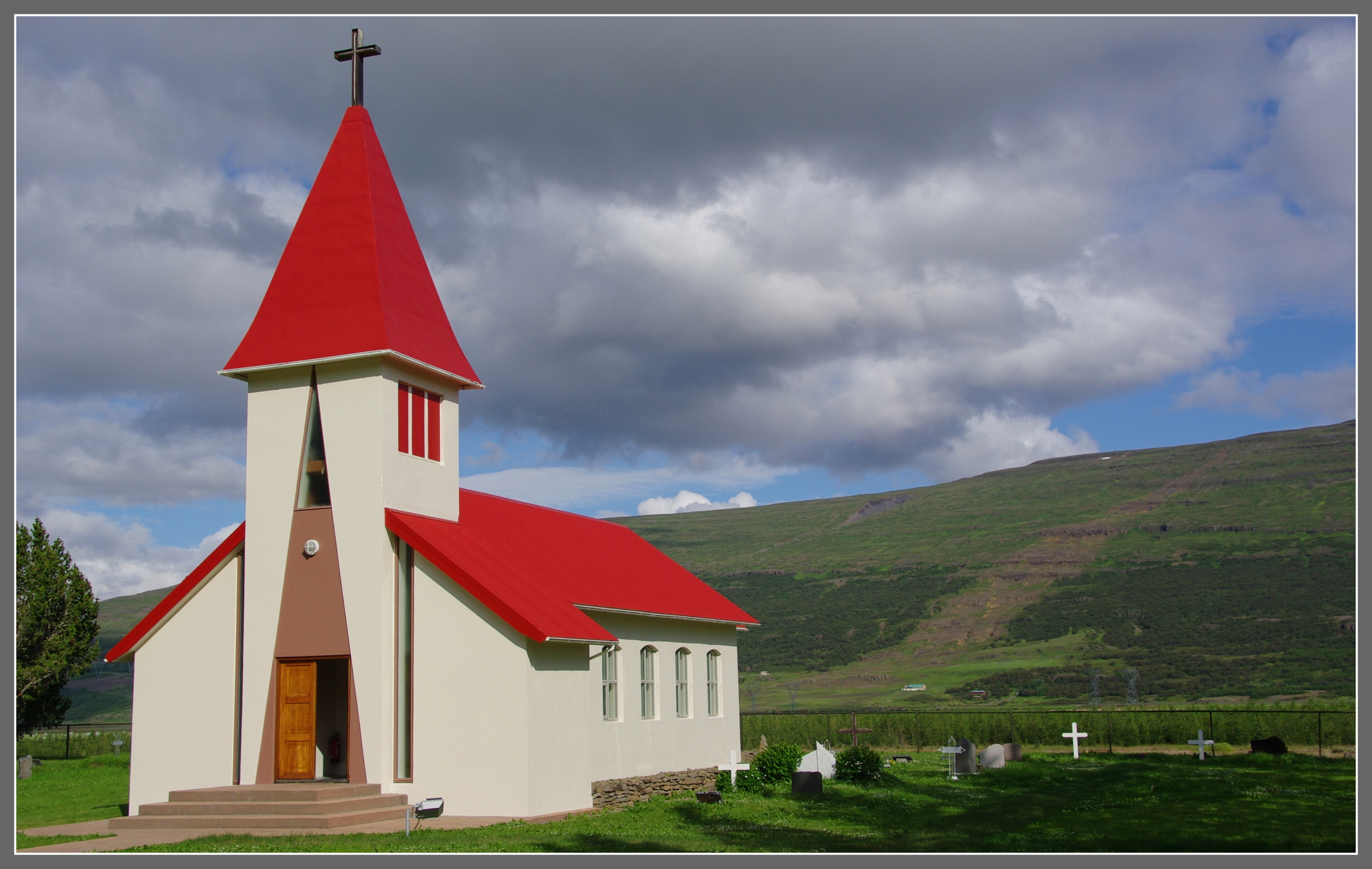
Valþjófsstaðarkirkja

Auf dem Gebiet der Gemeinde dehnt sich der größte Wald Islands aus, der 740 ha große Hallormsstaðaskógur, in dem rund 80 verschiedene Arten von Bäumen wachsen.
Auch der 128 m hohe Hengifoss, einer der höchsten Wasserfälle Islands, befindet sich auf dem Gebiet von Fljótsdalur.
In Fljótsdalur ist in einem 1939 von dem deutschen Architekten Fritz Höger erbauten Landsitz das Museum Skriðuklaustur, das dem Leben und Werk des isländischen Schriftstellers Gunnar Gunnarsson gewidmet ist, der hier lebte und die Gebäude 1948 dem isländischen Staat vermachte. Hier fanden 2002–2012 archäologische Ausgrabungen statt, und dabei wurden die Fundamente eines 1493–1552 bestehenden Klosters freigelegt, die man besichtigen kann. Die teilweise zweistöckigen Gebäude des Klosters mit seiner 1512 geweihten Kirche und eines angeschlossenen Hospitals bedeckten eine Fläche von insgesamt 700 m². Daneben fand man einen Friedhof mit 242 Gräbern.
Unweit davon erhebt sich auf dem Gehöft Valþjófsstaðir die relativ große Valþjófsstaðarkirkja mit einem massiven, weithin sichtbaren Turm, die 1966 eingeweiht wurde und 95 Sitzplätze bietet. Die Kirchentür ist eine originalgetreue Nachbildung der ursprünglichen mit Schnitzereien verzierten Eingangstür, die möglicherweise aus dem 13. Jahrhundert stammte und heute unter dem Namen Valþjófsstaðarhurð im Nationalmuseum in Reykjavík ausgestellt ist. Die Tür mit einer Höhe von 2,05 m wurde 1851 nach Kopenhagen verkauft und 1930 anlässlich des tausendjährigen Bestehens des isländischen Parlaments nach Island zurückgebracht.
Auch die kleine Steinkirche Eiríksstaðakirkja des Gehöftes Eiríksstaður, die 1913 erbaut und verschiedentlich renoviert wurde, steht auf dem Gebiet von Fljótsdalur. Sie hat 40 Sitzplätze und ist die zweitälteste Steinkirche im Osten Islands und eines der ältesten Gebäude der Gemeinde. Das Gemälde über dem Altar ist von dem isländischen Künstler Jóhann Briem (1907 – 1991) 1954 gestaltet worden und zeigt die Jünger auf dem Weg nach Emmaus. Altar und Kanzel standen ursprünglich in einer anderen Kirche, Kirkja að Brú, die 1913 aufgelöst wurde.

## Infrastruktur
Durch die Gemeinde Fljótsdalur führt der Upphéraðsvegur , über den die Stadt Egilsstaðir und der Flughafen gut zu erreichen sind.
Es gibt ein Hotel, ein Gästehaus, einen Campingplatz und andere Unterkünfte für Reisende.